# Championnat de France de danse historique
Le championnat de France de danse historique est une compétition ouverte aux danseurs et danseuses de nationalité française.
Le championnat est organisé à Paris tous les ans depuis 2013 sous l'égide de la Fédération française de danse.
Ce championnat regroupe des danseurs et danseuses de la discipline « Danse historique », discipline regroupant tous les courants de danses depuis le Moyen Âge jusqu'à la Seconde Guerre mondiale.

## Palmarès

### 1erchampionnatde France (2013)

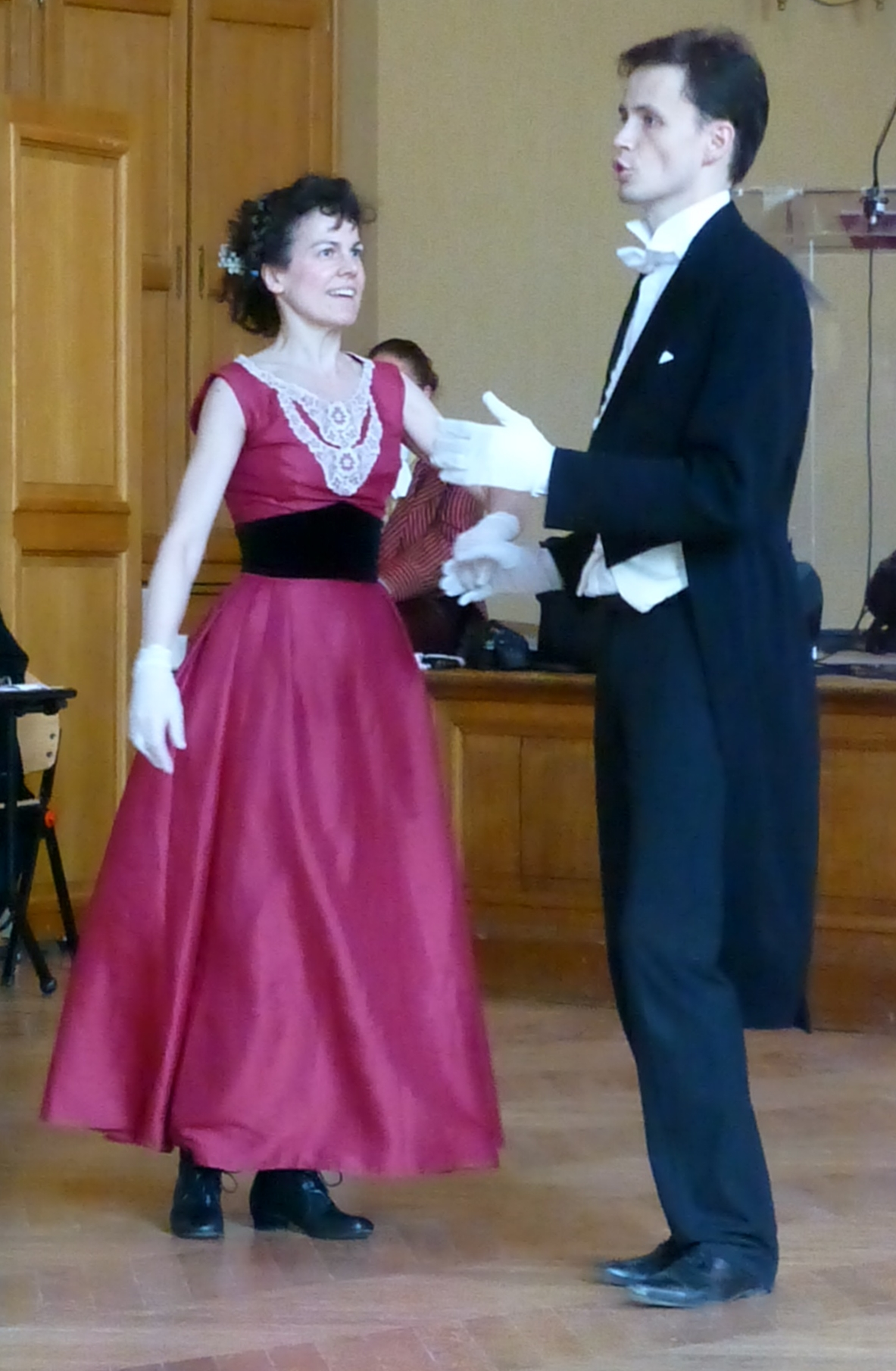
Laurence Boudet-Garril et Eric Burté au Championnat de France 2013.

La première édition du concours de danse historique s'est déroulée les 6 et 7 juillet 2013. Ce concours, organisé par l'association Carnet de bals, a permis la création de la discipline au sein de la Fédération française de danse. De ce fait, cette compétition fut la première à établir un classement de champion de France
La chorégraphie de l'épreuve imposée était lors de ce championnat le quadrille français de 1886 de Giraudet.
Cette édition a été remportée par Laurence Boudet-Garril et Éric Burté.
| Classement 2013 | Athlètes                            |
| --------------- | ----------------------------------- |
| Or              | Laurence Boudet-Garril - Eric Burté |

Le palmarès de la compétition a été présenté sur les 3 thématiques de la compétition
| Catégorie              | Athlètes |
| ---------------------- | --- |
| Danse imposée          | Laurence Boudet-Garril - Eric Burté - Olivia Wély - Alexandre Emard |
| Danse de couple        | Michelle Girerd-Potin - Danièle Pagny |
| Danse de groupe        | Laurence Boudet-Garril - Christine Degioanni - Héloïse Marchal - Catherine Mégy Jean-Pierre Suère - Hélène VanMalle - Olivia Wély - Eric Burté - Alexandre Emard Mike Gilavert - Emeraude Brulé - Christelle Fortina - Emmanuelle Uher - Gwenaëlle Veret Emmanuel Cagnin - Alain Marcellas - Alexandre Serant - Pascal Toilliez |
| Danse de couple sautée | July Bouhallier - Malcolm Feret |

### 2echampionnatde France (2014)
Les 5 et 6 juillet 2014 s'est tenu le 2e championnat de France de danse historique, dans la salle de bal de la Mairie du 15e arrondissement de Paris.
La chorégraphie de l'épreuve imposée était lors de ce championnat le quadrille français de 1886, selon Eugène Giraudet.
| Classement 2014 | Athlètes                          | Danses          |
| --------------- | --------------------------------- | --------------- |
| Or              | Olivia Wély - Mike Gilavert       | Menuet de 1827  |
| Argent          | Christine Degioanni - Eric Burté  | Boston Louis XV |
| Bronze          | Héloïse Marchal - Alexandre Emard | Polka de Bohême |

Le premier prix de danse de couple a été accordé, avec les félicitations du jury, à Olivia Wély et Jean-Guillaume Bart, sur la valse d'Eugène Onéguine.
Les résultats par catégorie sont les suivants :
| Catégorie       | Athlètes |
| --------------- | --- |
| Danse imposée   | Christine Degioanni - Héloïse Marchal - Olivia Wély - Béatrice Perrin - Eric Burté - Alexandre Emard - Mike Gilavert                                    |
| Danse de couple | Olivia Wély - Jean-Guillaume Bart, avec les félicitations du jury                                                                                       |
| Danse de groupe | Christine Degioanni - Héloïse Marchal - Béatrice Perrin - Clémence Troesch-Varlet - Alexandre Emard - Malcolm Feret - Yves Girard - Dominique Stagliano |

| Catégorie            | Athlètes |
| -------------------- | --- |
| Prix spécial du jury | Danièle Serre - Mireille Mabilat - Emeraude Brullé - Emmanuel Cagnin - Christelle Fortina - Karine Piot - Bénédicte Soquet - Alain Marcellas - Alexandre Serant - Pascal Toilliez - Aurore Bayaert - Julien Berly - Solène De Laune - Audrey Lefort - Cédric Legris - Caroline Poupon |

### 3echampionnatde France (2015)
Les 4 et 5 juillet 2015 s'est tenu le 3e championnat de France de danse historique, dans la salle de bal de la Mairie du 15e arrondissement de Paris.
C'est la première année que la compétition est couplée à un open international, permettant à des compétiteurs non Français - ne pouvant être distingués au Championnat de France - de pouvoir concourir et de se classer.
La chorégraphie choisie pour l'épreuve imposée de ce championnat est le quadrille français de 1886, de Eugène Giraudet.
Le classement général du championnat de France 2015 est le suivant :
| Classement 2015 | Athlètes                          | Danses                                                        |
| --------------- | --------------------------------- | ------------------------------------------------------------- |
| Or              | Olivia Wély - Jean-Guillaume Bart | Valse des Rayons du ballet "Le Papillon" de Jacques Offenbach |
| Argent          | Héloïse Marchal - Mike Gilavert   | Polka de Bohême - Valse 1826                                  |
| Bronze          | Christine Degioanni - Eric Burté  | Mazurka "En Réponse"                                          |

Les résultats par catégorie d'épreuves sont les suivants :
| Catégorie       | Athlètes | Danses                                                |
| --------------- | --- | ----------------------------------------------------- |
| Danse imposée   | Michelle Girerd-Potin - Danièle Pagny - Jacqueline Lesieur - Isabelle Pagny | Le quadrille français de 1886, selon Eugène Giraudet. |
| Danse de couple | Gaëlle Lafage - Alexandre Emard | Valse 1826 - La Matchiche                             |
| Danse de groupe | Clémence Troesch-Varlet - Adrien Chombard de Lawe - Benoît Habert - Yves Girard - Emeraude Brûlé - Emmanuel Cagnin - Karine Piot - Mustafa Avcikara - Alain Marcellas - Christelle Fortina - Alexandre Serant | Quadrille 1835 - Quadrille Cake-Walk - Tourdion       |

### 4echampionnatde France (2016)
Les 2 et 3 juillet 2016 s'est tenu le 4e championnat de France de danse historique, dans la salle de bal de la Mairie du 15e arrondissement de Paris.
La chorégraphie choisie pour l'épreuve imposée de ce championnat est le quadrille français de 1886, de Eugène Giraudet.
Le classement général du championnat de France 2016 est le suivant :
| Classement 2016 | Athlètes                          | Danses                              |
| --------------- | --------------------------------- | ----------------------------------- |
| Or              | Olivia Wély - Jean-Guillaume Bart | Valse Acclamation de Johann Strauss |
| Argent          | Christine Degioanni - Eric Burté  | Mazurka "En Réponse"                |
| Bronze          | Emeraude Brûlé - Emmanuel Cagnin  | Branle                              |

### 5echampionnatde France (2017)
Les 1er et 2 juillet 2017 s'est tenu le 5e championnat de France de danse historique, dans la salle de bal de la Mairie du 14e arrondissement de Paris.
Comme les années passées, le championnat intégrait une chorégraphie imposée, au choix :
- le quadrille français de 1886, de Eugène Giraudet.
- le quadrille russe, pour la première fois. Il est à noter qu'aucun compétiteur n'a présenté ce quadrille.

C'est la première année que le championnat était organisé en séries. En complément du classement général (or, argent et bronze), le classement des athlètes s'est effectué sur les séries suivantes :
- Série 1 : les athlètes ayant remporté au moins 3 fois un championnat de série 2,
- Série 2 : les athlètes ayant remporté au moins une fois un championnat de série 3.
- Série 3 : les athlètes n'ayant jamais remporté un championnat,
- Série 4 : les athlètes souhaitant concourir entre séniors (plus de 60 ans).

Le classement général du championnat de France 2017 est le suivant :
- Pour les séries 1 et 2  :

| Classement 2017 | Athlètes                          | Danses                                  |
| --------------- | --------------------------------- | --------------------------------------- |
| Or              | Olivia Wély - Jean-Guillaume Bart | Valse "Mascarade" d'Aram Khatchatourian |
| Argent          | Christine Degioanni - Eric Burté  | Polka "La Skočná"                       |
| Bronze          | Héloïse Marchal - Alexandre Emard | Polka "Romany Polka"                    |

- Pour la série 3 :

| Classement Série 3 | Athlètes                                | Danses      |
| ------------------ | --------------------------------------- | ----------- |
| 1ers               | Marina Grinstein - Yves Girard          | non précisé |
| 2es                | Marie-Emilie Cappel - Julien Tiberghien | non précisé |
| 3es                | Lisa Miozzo - Franck Lebrun             | non précisé |

- Pour la série 4 :

| Classement Série 4 | Athlètes                            | Danses      |
| ------------------ | ----------------------------------- | ----------- |
| 1ers               | Mireille Mabilat - Roger Mabilat    | non précisé |
| 2es                | Véronique de Balorre - Serge Pallet | non précisé |

### 6echampionnat de France (2018)
Les 23 et 24 juin 2018 s'est tenu le 6e championnat de France de danse historique, dans la salle de bal de la Mairie du 15e arrondissement de Paris.
Tout comme l'année passée, la compétition était organisée en série. Toutefois, cette année, la compétition était sanctionnée de 2 titres de champions (le premier pour la série 1, le second pour la série 4).
Le classement général du championnat de France 2018 est le suivant :
- Pour les séries 1 et 2 (sanctionnées d'un titre) :

| Classement 2018 | Athlètes                          | Danses      |
| --------------- | --------------------------------- | ----------- |
| Or              | Christine Degioanni - Eric Burté  | non précisé |
| Argent          | Héloïse Marchal - Alexandre Emard | non précisé |
| Bronze          | Marina Grinstein - Yves Girard    | non précisé |

- Pour la série 3 :

| Classement Série 3 | Athlètes                                | Danses      |
| ------------------ | --------------------------------------- | ----------- |
| 1ers               | Lisa Miozzo - Lucas Maoui               | non précisé |
| 2es                | Marie-Emilie Cappel - Julien Tiberghien | non précisé |
| 3es                | Madia Charlier - Nathanael de Salles    | non précisé |

- Pour la série 4 (sanctionnée d'un titre) :

| Classement Série 4 | Athlètes                            | Danses      |
| ------------------ | ----------------------------------- | ----------- |
| Or                 | Mireille Mabilat - Roger Mabilat    | non précisé |
| Argent             | Maryvonne Davin - Christian Ritter  | non précisé |
| Bronze             | Véronique de Balorre - Serge Pallet | non précisé |

### 7echampionnat de France (2019)

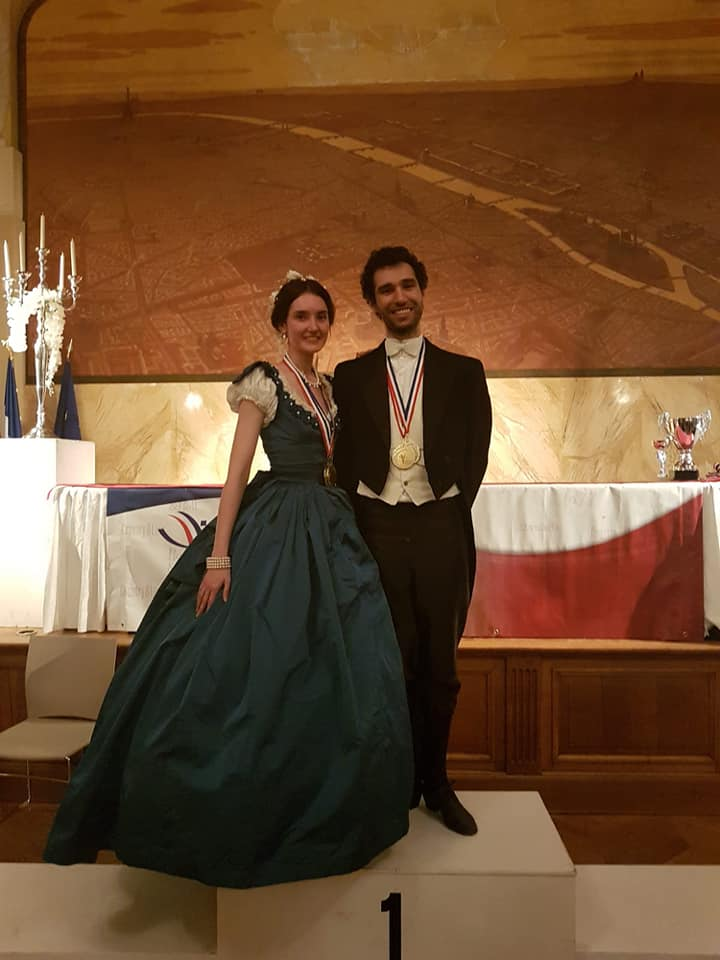
Lisa Miozzo et Lucas Maoui au Championnat de France 2019.

Les 29 et 30 juin 2019 s'est tenu le 7e championnat de France de danse historique, dans la salle de bal de la Mairie du 15e arrondissement de Paris.
Depuis 2018, la compétition était sanctionnée de 2 titres de champions, l'un pour la série 1, le second pour la série 4.
Cette année, le 1er Championnat d'Italie s'est tenue en même temps que le Championnat de France.
Pour les séries 1&2 et 4
| Classement 2019 | Athlètes S1&2                     | Athlètes S4                         |
| Or              | Lisa Miozzo - Lucas Maoui         | Nina Dang - Ba Dang                 |
| Argent          | Christine de Gioanni - Eric Burté | Maryvonne Davin - Catherine Michaël |
| Bronze          | Héloïse Marchal - Alexandre Emard | Jacqueline Lesueur - Bruno Vindel   |
| --------------- | --------------------------------- | ----------------------------------- |

Pour la série 3
| Série | Place | Athlètes                            |
| 3     | 1er   | Madia Charlier - Benoît Habert      |
| 3     | 2e    | Bénédicte Soquet - Antoine Leduc    |
| 3     | 3e    | Stéphanie Leroux - Christian Ritter |
| ----- | ----- | ----------------------------------- |

Pour l'Italie
| Place | Athlètes S3                                   | Athlètes S4                        |
| 1er   | Giulia Reffo - Demis Marin                    | Bianca Cori - Guido Savarise       |
| 2e    | Paola Zabéo - Massimiliano Bandera            | Graziella Toso - Crispino Cannella |
| 3e    | Maria-Cristina Cracolici - Salvatore Visconti | Graziella Lombardo - Claudio Gion  |
| ----- | --------------------------------------------- | ---------------------------------- |

Pour l'Europe
| Place | Athlètes S1&2                               | Athlètes S3                              | Athlètes S4                                   |
| 1er   | Lisa Miozzo (FR) - Lucas Maoui (FR)         | Madia Charlier (FR) - Benoît Habert (FR) | Nina Dang (FR) - Ba Dang (FR)                 |
| 2e    | Christine de Gioanni (FR) - Eric Burté (FR) | Giulia Reffo (IT) - Demis Marin (IT)     | Maryvonne Davin (FR) - Catherine Mickaël (FR) |
| 3e    | Elana Anosov (RU) - Yegor Anosov (RU)       | Paola Zabéo (IT) - Antoine Leduc (FR)    | Bianca Cori - Guido Savarise                  |
| ----- | ------------------------------------------- | ---------------------------------------- | --------------------------------------------- |

### 8echampionnatde France (2022)

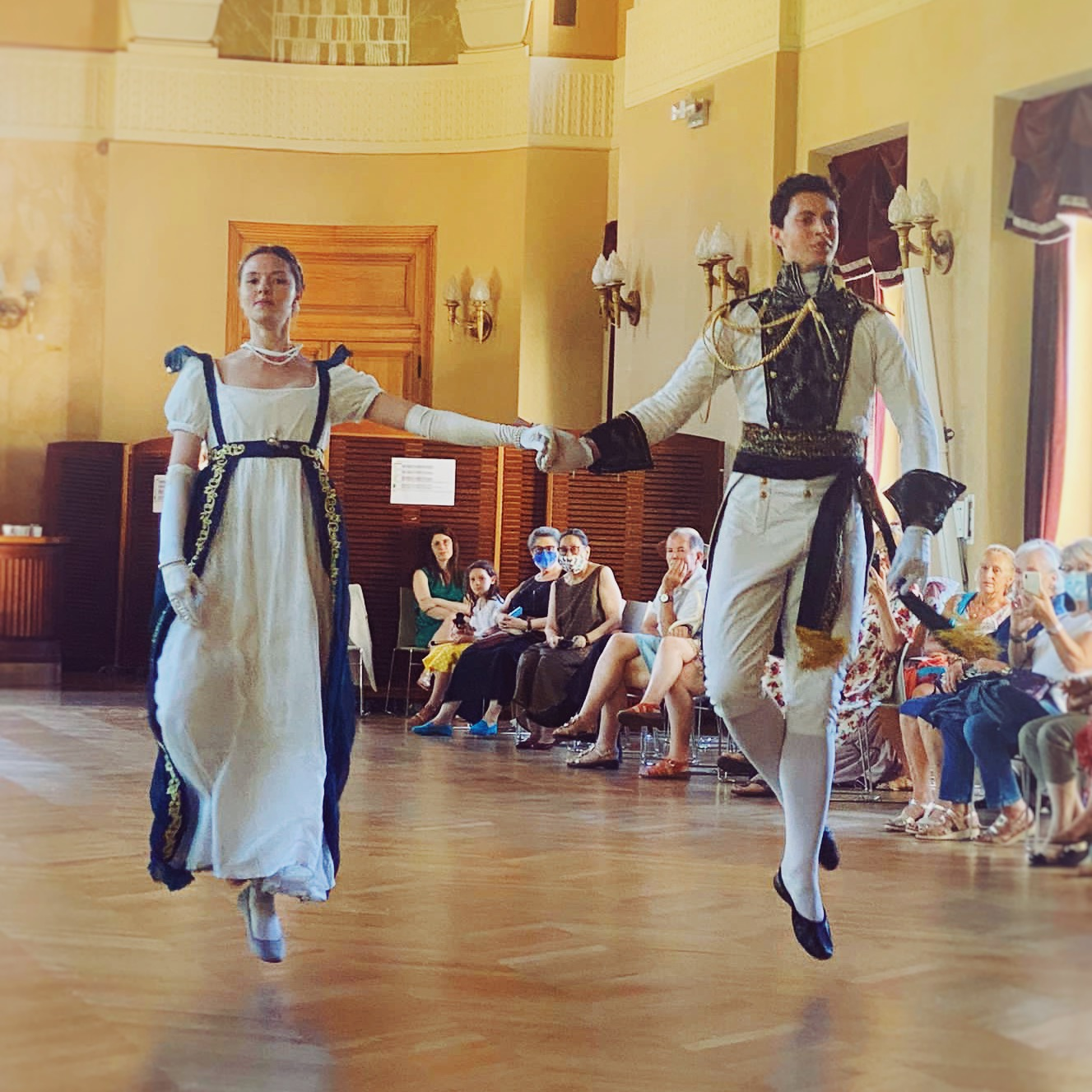
Andréa Blanchet et Joffrey Tarrade en plein Menuet Premier Empire lors du Championnat de France 2022.

Après deux années d'absence de compétition due au Covid, le Championnat de France 2022 s'est tenu à la Mairie du 15e arrondissement de Paris.  
Classement 2022
| Classement 2022 | Athlètes S1&2                          | Chorégraphie de couple | Athlètes S4                            | Chorégraphie de couple      |
| Or              | Marina Grinstein - Yves Girard         | Mazurka "en Réponse"   | Andréa Blanchet - Joffrey Tarrade      | Congo Menuet Premier Empire |
| Argent          | Christine de Gioanni - Alexandre Emard |                        | Vanessa Multon - Jean-Philippe Matéos  |                             |
| Bronze          | Bénédicte Soquet - Benoît Habert       |                        | Catherine Michaël - Jacqueline Lesueur |                             |
| --------------- | -------------------------------------- | ---------------------- | -------------------------------------- | --------------------------- |

### 9echampionnatde France (2024)

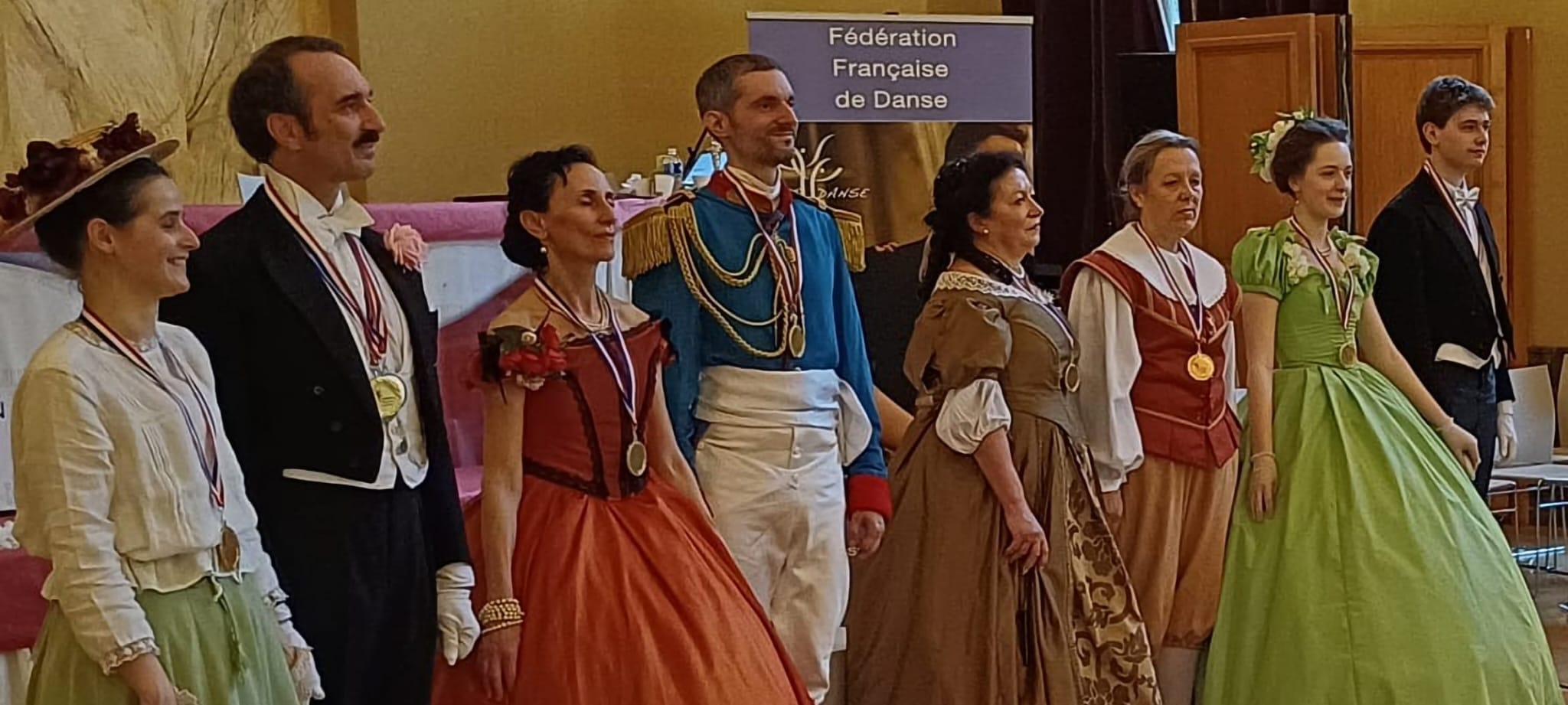
Les 4 couples Champions de France 2024 de Danse historique.

Après deux années d'absence de compétition due à la reprise post Covid, le Championnat de France 2024 s'est tenu à la Mairie du 15e arrondissement de Paris les 11 et 12 mai 2024.  
Classement 2024
| Classement 2024 | Athlètes S1&2                           | Chorégraphie de couple       | Athlètes S3                            | Chorégraphie de couple | Athlètes S4                                 | Chorégraphie de couple  | Athlètes S5                               | Chorégraphie de couple  |
| Or              | Marina Grinstein - Yves Girard          | Mazurka "Mascarade"          | Stéphane Rouelle - Julie de Kervenoaël | Rédowa Septimus 1860   | Jacqueline Lesueur - Catherine Michaël      | Valse Tempête de Neige  | Hortense Pfeiffer - Thibault Pascotto     | Valse du Papillon       |
| Argent          | Christine de Gioanni - Stéphane Rouelle | Valse hésitation "Pink Lady" | Maëva Barlier - Yannick Maligoy        | Mazurka "la Mousmé"    | Maryvonne Davin - Stéphane Rouelle          | Valse "la Shubertienne" | Elina Alibert - Louis-Eugène de Gioanni   | Valse d'Eugène Onéguine |
| Bronze          | Vanessa Multon - Jean-Philippe Matéos   | Mazurka "Varsoviana"         | Mathilde Bartholin - Nicolas Billiotte |                        | Alessandra Miranda-Pacini - Yannick Maligoy | Polka de Bohême         | Eléanore Boucard - Nathan van der Smissen | Menuet de Versailles    |
| --------------- | --------------------------------------- | ---------------------------- | -------------------------------------- | ---------------------- | ------------------------------------------- | ----------------------- | ----------------------------------------- | ----------------------- |

### 10echampionnatde France (2025)
L'édition du Championnat de France 2025 a été la première a se tenir avec les 5 séries représentées. Elle a pris place à la Mairie du 15e arrondissement de Paris les 31 mai et 1er juin 2025.  
Classement 2025
| Classement 2025 | Série 1                        | Série 2                                | Série 3                                         | Série 4                                      | Série 5                                     |
| Or              | Marina Grinstein - Yves Girard | Andréa Blanchet - Stéphane Rouelle     | Bénédicte Soquet - Alexandre Emard              | Alessandra Miranda Pacini _ Stéphane Rouelle | Elina Alibert - Alan Abath                  |
| Argent          |                                | Hortense Pfeiffer - Thibault Pascotto  | Mei Liao - Yannick Maligoy                      | Claire Monaco - Alexandre Emard              | Juliette Schibler - Louis-Eugène de Gioanni |
| Bronze          |                                | Christine de Gioanni - Joffrey Tarrade | Mathilde Bartholin - Jan-Christophe Hoogendoorn |                                              | Sara Lefebvre - Louis Chiron                |
| --------------- | ------------------------------ | -------------------------------------- | ----------------------------------------------- | -------------------------------------------- | ------------------------------------------- |